# Killjoys: Vesmírní lovci
Killjoys: Vesmírní lovci (v anglickém originále Killjoys) je kanadský vědeckofantastický televizní seriál o nájemných lovcích, kteří na objednávku chytají nebo zabíjí zločince. Ústřední trojici ztvárnili Aaron Ashmore, Hannah John-Kamenová a Luke MacFarlane. Seriál vytvořila Michelle Lovretta. Televizní stanice Syfy jej vysílá od 19. června 2015. Premiéra druhé řady byla ohlášena na 1. července 2016. České premiérové vysílání obstarala stanice Prima Cool od 20. června 2016.

## Postavy a obsazení
| Původní obsazení     | Český dabing      | Postava          |
| -------------------- | ----------------- | ---------------- |
| Hannah John-Kamenová | Terezie Taberiová | Dutch / Yalena   |
| Aaron Ashmore        | Petr Neskusil     | John Jaqobis     |
| Luke Macfarlane      | Filip Švarc       | D'avin Jaqobis   |
| Rob Stewart          | Zdeněk Mahdal     | Khlyen           |
| Morgan Kelly         | Michal Holán      | Alvis Akari      |
| Sean Baek            | Petr Gelnar       | Fancy Lee        |
| Nora McLellanová     | Regina Řandová    | Bellus Haardyová |
| Thom Allison         | Martin Sobotka    | Pree             |

## Řady a díly
| Řada | Díly | Premiéra v USA    | Premiéra v USA | Premiéra v ČR     | Premiéra v ČR    |
| Řada | Díly | První díl         | Poslední díl   | První díl         | Poslední díl     |
| ---- | ---- | ----------------- | -------------- | ----------------- | ---------------- |
| 1    | 10   | 19. června 2015   | 21. srpna 2015 | 20. června 2016   | 22. srpna 2016   |
| 2    | 10   | 1. července 2016  | 2. září 2016   | 24. července 2017 | 25. září 2017    |
| 3    | 10   | 30. června 2017   | 1. září 2017   | 3. října 2017     | 5. prosince 2017 |
| 4    | 10   | 20. července 2018 | 21. září 2018  | 5. listopadu 2018 | 9. prosince 2018 |
| 5    | 10   | 19. července 2019 | 20. září 2019  | 2. prosince 2019  | 5. ledna 2020    |